# Powiat Uwa
Powiat Uwa (jap. 宇和郡 Uwa-gun) – dawny powiat w Japonii, był częścią prowincji Iyo (późniejsze tereny prefektury Ehime).
16 grudnia 1878 roku powiat Uwa został podzielony na cztery powiaty: Nishiuwa, Higashiuwa, Kitauwa i Minamiuwa, w wyniku czego został rozwiązany.